# 세고에 겐사쿠
세고에 겐사쿠(瀬越憲作, 1889년 5월 22일~1972년 7월 27일)는 일본의 프로 바둑 기사로, 남긴 제자로는 오청원, 하시모토 우타로, 조훈현 등이 있었다.
1972년 조훈현이 병역 문제로 인해 잠시나마 대한민국으로 건너간 지 넉 달 뒤 자살했다. 이는 열살이 어린 절친한 친구 가와바타 야스나리가 먼저 같은 사유로써 떠났기 때문이다. 베르테르 효과의 일례가 아닐수 없다. 히로시마 원자폭탄의 생존자이기도 하고, 현대 바둑 규칙을 세웠다.